# 大橋藍
大橋 藍（おおはし あい、1993年 - ）は、日本の現代アーティスト。

## 来歴
神奈川県に生まれる。2018年に女子美術大学を卒業
東京都を拠点として活動している。

## 展示
- 「大橋藍「一人の女性、一つの命」」2024[3]
- 「大橋藍 「パパ」」2023[4]
- 「表現の不自由展東京」2022
- 「あいちトリエンナーレ」2019[5]
- 「Tokyo Independent 2019」東京藝術大学 陳列館、東京、2019
- 「前橋映像祭2018」mbf前橋文化服装専門学校アートスペース、群馬、2018
- 「Ongoing Fes -Art Fair Ongoing 2018-」Art Center Ongoing、東京、2018
- 「第41回東京五美術大学連合卒業・修了制作展」国立新美術館、東京、2018[6]